# Dar El Hamra
Dar El Hamra  (in arabo دار الحمراء‎?) è un centro abitato e comune rurale del Marocco situato nella provincia di Sefrou, regione di Fès-Meknès. Conta una popolazione di 4 018 abitanti (censimento 2014).